# Championnat d'Arabie saoudite de football 2008-2009
Navigation
Saison précédente Saison suivante
La saison 2008-2009 du Championnat d'Arabie saoudite de football est la trente-troisième édition du championnat de première division en Arabie saoudite. La Premier League regroupe les douze meilleurs clubs du pays au sein d'une poule unique, où ils s'affrontent deux fois au cours de la saison, à domicile et à l'extérieur. À la fin de la compétition, les deux derniers du classement sont relégués et remplacés par les deux meilleurs clubs de deuxième division.
C'est le club d'Al Ittihad qui remporte le championnat après avoir terminé en tête du classement, avec cinq points d'avance sur le tenant du titre, Al-Hilal FC et quinze sur Al Ahli. C'est le 8e titre de champion d'Arabie saoudite de l'histoire du club.
Quatre places qualificatives pour la Ligue des champions sont attribuées : trois pour les trois premiers au classement à l'issue du championnat, et une pour le vainqueur de la Saudi Champions Cup, un tournoi de fin de saison qui regroupe les six premiers du classement ainsi que les vainqueurs des coupes Crown Prince Cup et Saudi Federation Cup. Si le vainqueur de la Saudi Champions Cup s'est classé parmi les trois premiers du championnat, c'est le 4e au classement qui obtient son billet pour la Ligue des champions.

## Les clubs participants
| - Al Nasr Riyad - Al-Hilal FC - Al Ahli - Al Ittihad - Abha Club - Promu de D2 - Al Wehda | - Al Watani Tabook - Al Shabab Riyad - Najran Sport Club - Al Raed - Promu de D2 - Ettifaq FC - Al Hazm Rass |

## Compétition

### Première phase
Le barème utilisé pour établir le classement est le suivant :
- Victoire : 3 points
- Match nul : 1 point
- Défaite : 0 point

| Rang | Équipe               | Pts | J  | G  | N | P  | Bp | Bc | Diff |
| ---- | -------------------- | --- | -- | -- | - | -- | -- | -- | ---- |
| 1    | Al Ittihad           | 55  | 22 | 17 | 4 | 1  | 57 | 21 | +36  |
| 2    | Al-Hilal FC T        | 50  | 22 | 15 | 5 | 2  | 41 | 9  | +32  |
| 3    | Al Ahli              | 40  | 22 | 11 | 7 | 4  | 33 | 20 | +13  |
| 4    | Al Shabab Riyad (CC) | 35  | 22 | 10 | 5 | 7  | 37 | 29 | +8   |
| 5    | Al Nasr Riyad        | 34  | 22 | 10 | 4 | 8  | 24 | 22 | +2   |
| 6    | Ettifaq FC           | 29  | 22 | 7  | 8 | 7  | 23 | 20 | +3   |
| 7    | Al Wehda             | 25  | 22 | 7  | 5 | 10 | 33 | 39 | -6   |
| 8    | Al Hazm Rass         | 25  | 22 | 6  | 7 | 9  | 25 | 31 | -6   |
| 9    | Najran Sport Club    | 21  | 22 | 6  | 3 | 13 | 22 | 42 | -20  |
| 10   | Al Raed P            | 19  | 22 | 6  | 1 | 15 | 28 | 43 | -15  |
| 11   | Abha Club P          | 19  | 22 | 4  | 7 | 11 | 19 | 40 | -21  |
| 12   | Al Watani Tabook     | 12  | 22 | 2  | 6 | 14 | 22 | 48 | -26  |

|  | Qualification pour la Ligue des champions de l'AFC 2010                                       |
|  | Qualification pour la Coupe des clubs champions du golfe Persique 2009-2010                   |
|  | Participation au barrage de relégation                                                        |
|  | Relégation en deuxième division                                                               |
|  | T : Tenant du titre (CC) : Vainqueur de la Saudi Champions Cup P : Promu de deuxième division |

### Barrage de relégation
| Équipe 1 | Résultat | Équipe 2  |
| -------- | -------- | --------- |
| Al Raed  | 4 - 3    | Abha Club |

## Bilan de la saison
| Championnat d'Arabie saoudite de football 2008-2009   |                       |
| Champion                                              | Al Ittihad (8e titre) |
| Coupes et trophées                                    |                       |
| Vainqueur de la Saudi Champions Cup                   | Al Shabab Riyad       |
| Qualifications continentales                          |                       |
| Ligue des champions de l'AFC 2010                     | Al Ittihad            |
| Ligue des champions de l'AFC 2010                     | Al-Hilal FC           |
| Ligue des champions de l'AFC 2010                     | Al Ahli               |
| Ligue des champions de l'AFC 2010                     | Al Shabab Riyad       |
| Coupe des clubs champions du golfe Persique 2009-2010 | Al Nasr Riyad         |
| Coupe des clubs champions du golfe Persique 2009-2010 | Ettifaq FC            |
| Promotions et relégations                             |                       |
| Promus en Premier League                              | Al Qadisiya Al Khubar |
| Promus en Premier League                              | Al Fateh              |
| Relégués en First Division                            | Abha Club             |
| Relégués en First Division                            | Al Watani Tabook      |